# 三芝飛碟屋
25°15′39″N 121°28′40″E / 25.2609591°N 121.4776754°E

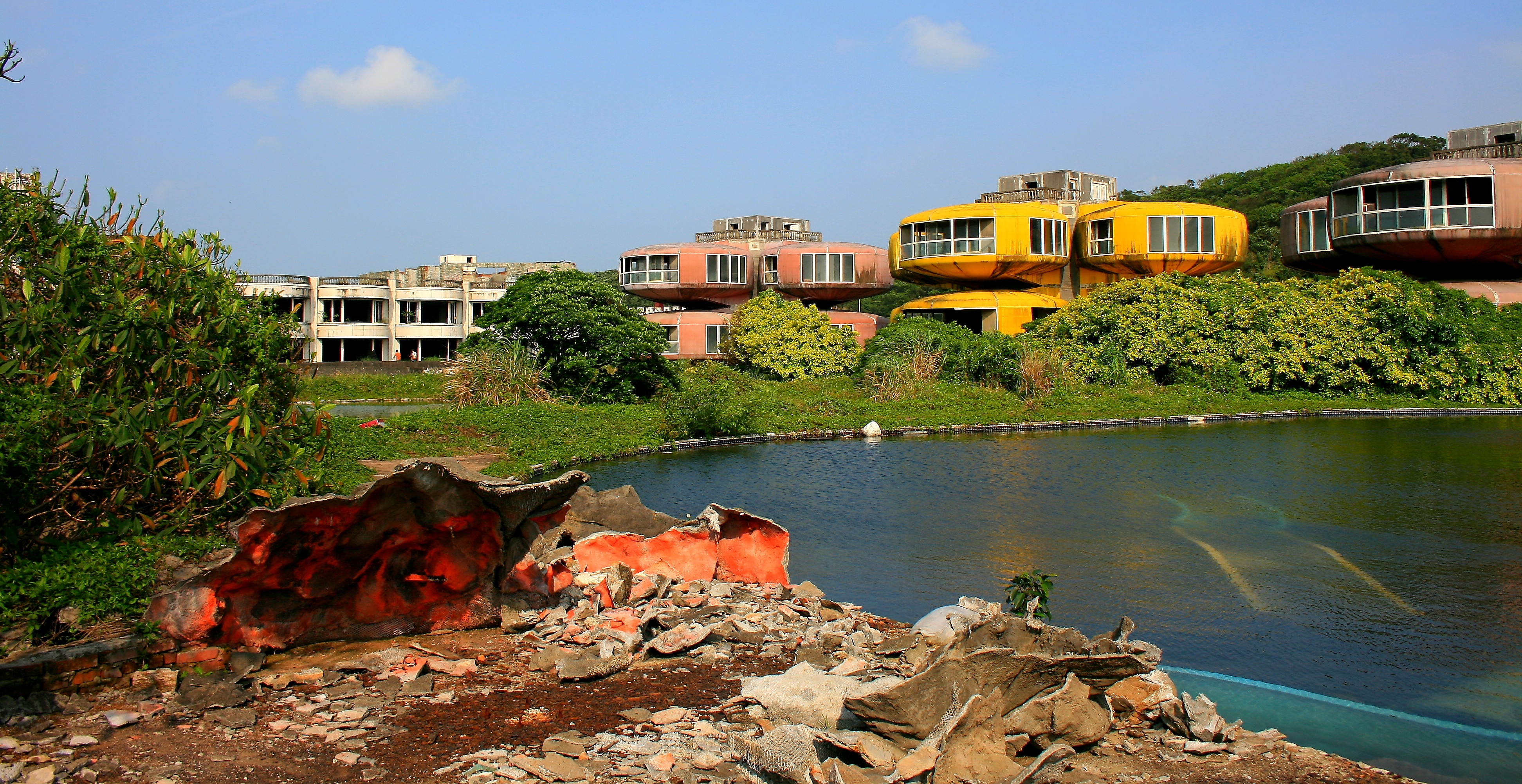
三芝飛碟屋遠觀

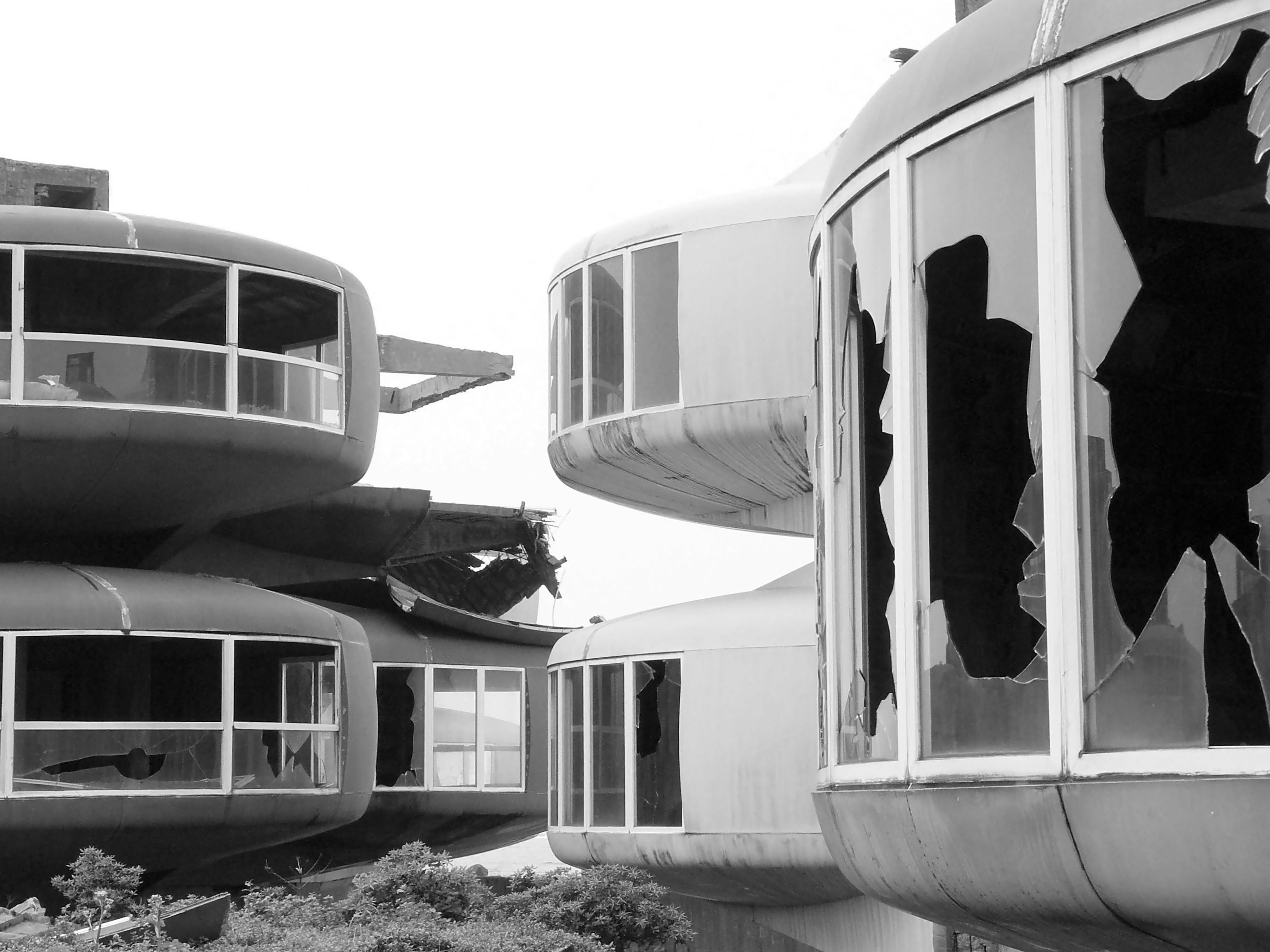
飛碟屋窗戶破損

三芝飛碟屋，也被稱為「太空屋」、「海上旋宮」、「玲瓏屋」、「彩虹屋」，位於台灣臺北縣三芝鄉（今新北市三芝區），因地主看好海濱度假風潮與「宇洲纖維」集團聯合開發，但因石油危機後經濟恐慌導致的週轉不靈而停工，部分建築未及完工，荒廢至2008年被台北縣政府拆除。
該度假村概念是仿照芬蘭建築師馬蒂·薩羅內的建築作品飛碟屋形狀，重新設計，並採用FRP材質與鋼筋混凝土結構，自行開模組立興建。

## 歷史
- 1981年（民國70年）：台北縣政府核發「三芝龍港國際休閒俱樂部」建築執照。
- 1981年8月（民國70年8月）：開工日。
- 1983年1月（民國72年1月）：預計竣工日。
- 1983年10月（民國72年10月）：台北縣政府核發使用執照。
- 1989年（民國78年）：宏國建設購入土地及地上物所有權，重新動工。
- 1995年（民國84年）：土地及建物抵押給三家銀行。
- 2008年（民國97年）11月：台北縣政府要求宏國建設先付款，由台北縣政府工務局派出重型機具代拆。
- 2008年12月20日：台裔導演劉漢威籌拍瑞典電影《霓虹心》在飛碟屋開鏡。
- 2008年12月29日：台北縣政府工務局執行拆除飛碟屋[1]。

## 結構和遺棄
飛碟屋的建造始於1981年。他們是打算作為一個度假勝地的一部分，因在北部沿海靠近淡水鎮（今新北市淡水區），認為美軍駐台期間，北海岸沙灘深受外國遊客喜愛，於是開闢海邊度假屋，計畫將來吸引抵台度假的外籍人士直接從中正機場（今桃園國際機場）前來這邊住宿。施工單位將龍截斷移置城門旁，道路剛拓寬，發生數起死亡車禍，於是坊間流傳是龍的怨與靈作怪。飛碟狀建築物成為一個小型的旅遊景點，並吸引一些電影在此取景。

## 拆除
2008年12月29日，拆遷工作開始，計劃重建成為一個旅遊景點與酒店和海灘設施。拆除之前，網友在網上請願呼籲保留一份作為博物館的結構。
2008年12月30日，網友串聯寫信給政府相關單位，強調：飛碟屋是廢墟重現生機的代表，質疑任意拆除是「代表政府部門對庶民文化與流行文化的無知」，希望能留下一棟紀念屋。但台北縣政府工務局局長李四川強調，二十三座飛碟屋與兩座牌樓建築，主體結構還有混凝土嚴重剝落、鋼筋外露鏽蝕及斷裂現象，基於維護公共安全，工務局須依法拆除。

## 改建計劃
2010年3月14日，北海岸及觀音山國家風景區管理處耗資百餘萬元的「北海岸遊憩計劃」規劃案，日前通過期末審查，夷平後的三芝「飛碟屋」將變身成海水游泳池，營造水上遊憩區；淺水灣則將仿照荷蘭等地的假日市集，結合北海岸農特產品，開設藍海市集，並規劃表演舞台、咖啡街等。

## 電影場景
曾入鏡多部電影，如國產警匪片《過河小卒》終段追捕、槍戰即在此地拍攝。2008年《霓虹心》也於此取景。

## 音樂錄影帶場景
2003年，張懸與鼓手王志緯、吉他手郭人豪、貝斯手喬培修、鍵盤手李孟崇組成「芒果跑樂團」（Mango Runs）參加海洋音樂祭，當年收錄於《MTV MOD'S ROCK》合輯裡的單曲〈畢竟〉，拍攝的主要場景皆位於此地。